# Mina de uranio de Imouraren
La mina de uranio de Imouraren (ⵉⵎⵔⴰⵔⵏ en caracteres tifinag) es un yacimiento de uranio de bajo grado que la compañía francesa Areva tuvo el proyecto de explotar con una mina a cielo abierto, que se encuentra entre el Sahel africano y el desierto del Sahara, al oeste del macizo de Aïr, 160 km  norte de Agadez y 80 km  sur de Arlit, en Níger .

## Descripción del yacimiento
El yacimiento contiene una gran cantidad de uranio de 0,8 kg de uranio por tonelada de mineral y a importante profundidad (entre 110 y 170 metros) .
El proyecto minero de superficie cubre un área de 8 km  largo y 2.5 de ancho para un depósito de casi 200 km² .
En 2009, el sitio de Imouraren fue considerado por Areva como uno de los depósitos de uranio más importantes del mundo, la compañía estima que el sitio contiene 275,000 toneladas de mineral de tierra y apunta a una producción de 5,000 toneladas de uranio durante 35 años. Para estimar el potencial del depósito, Areva se basa solo en mediciones radiométricas, mientras que los geólogos consideran que este método da resultados imprecisos y a veces falsos  .

## Histórico
El depósito fue descubierto por equipos del Comisariado de la energía atómica y de las energías alternativas francés en 1966.
Según Areva tras varias campañas de explotación, se realizaron dos estudios en 1974 y 1983 preparando el sitio para una futura explotación. El proyecto se bloqueó tras la caída del curso mundial del uranio. Su debilidad persistente durante dos decenios impedirá la explotación viable económicamente del yacimiento.
La situación cambió en la década de 2000 con el aumento de los precios del uranio y el temor a una posible escasez.
Después de obtener una concesión operativa, Areva lanza el sitio de puesta en marcha el 4 de mayo de 2009 De 2009 a 2014, Areva gasta 900 millones de euros para explotar el depósito. Programado para 2012, la explotación del depósito se pospone por primera vez a finales de 2014 luego  sine die. .Areva vende parte del equipo y repatria a sus empleados franceses  . 
En marzo de 2015 Areva  despide a la gran mayoría de los empleados en el sitio de Imouraren. Cuarenta trabajos se mantienen para la vigilancia y el mantenimiento del sitio. A finales de 2019, la mina aún no estaba explotada, porque los precios mundiales del uranio no permitían la explotación rentable de este sitio.

## Montaje industrial
Imouraren SA, la estructura de empresa conjunta propietaria de la operación, está compuesta por:
- Estado de Níger (10)   %),
- Sociedad del Patrimonio Minero de Níger (SOPAMIN) (23.35   %),
- Areva (Francia) (56,65   %),
- Kepco (Corea del Sur) (10)   %).

En 2009, los inversores planean invertir al menos 1.200 millones de euros en Níger para este proyecto, un país que luego suministra más de un tercio del combustible utilizado en las centrales nucleares francesas.

## Preocupaciones sobre el impacto ambiental y sobre la salud
Según la asociación Survie, una ONG especializada en relaciones franco-africanas, la explotación de la mina según lo previsto por Areva (mina a cielo abierto) tendría "consecuencias sociales y de salud desastrosas para la población local, principalmente tuareg y para el medio ambiente   ".
El colectivo "Areva no hará la ley en Níger" denuncia el "precio ridículo" pagado por Areva en Níger para el proyecto minero del yacimiento de Imouraren, en vista del daño a la salud y al medio ambiente, que consideran importante.
Muchas ONG piden a Areva y al gobierno de Níger que bloqueen el funcionamiento del sitio Imouraren en espera de las conclusiones de un estudio de impacto independiente.    